# 가장 높은 병원 목록
이 글은 가장 높은 병원 목록이다.

## 목록
| 순위 | 이름                                      | 도시     | 국가           | 높이                      | 층수 | 완공일 |
| ---- | ----------------------------------------- | -------- | -------------- | ------------------------- | ---- | ------ |
| 1    | 메모리얼 헤르만 메모리얼 시티 메디컬 센터 | 휴스턴   | 미국           | 165.20 미터 (542.0 피트)  | 33   | 2009년 |
| 2 =  | 특수 외과 병원                            | 뉴욕시   | 미국           | 156.06 미터 (512.0 피트)  | 50   | 1988년 |
| 2 =  | 휴스턴 감리교 병원                        | 휴스턴   | 미국           | 156.06 미터 (512.0 피트)  | 26   | 2010년 |
| 4    | 제 2군 의과 대학                          | 상하이   | 중국           | 152.80 미터 (501.3 피트)  | 37   | 2019년 |
| 5    | 가이 병원                                 | 런던     | 영국           | 148.65 미터 (487.7 피트)  | 34   | 1974년 |
| 6    | 홍콩 요양소 및 병원                       | 홍콩     | 중국           | 148.50 미터 (487.2 피트)  | 38   | 2008년 |
| 7    | 베일러 세인트 루크 메디컬 센터            | 휴스턴   | 미국           | 145.25 미터 (476.5 피트)  | 29   | 1990년 |
| 8    | 우한시에 허 병원                          | 우한     | 중국           | 144.78 미터 (475.0 피트)  | 32   | 2006년 |
| 9    | 출라 롱콘 왕 기념 병원                    | 방콕     | 태국           | 142.00 미터 (465.88 피트) | 29   | 2013년 |
| 10   | 텍사스 어린이 병원                        | 휴스턴   | 미국           | 139.29 미터 (457.0 피트)  | 25   | 2013년 |
| 11   | 중앙 정형 외과 의료 센터                  | 우한     | 중국           | 138.90 미터 (455.7 피트)  | 31   | 2016년 |
| 12   | 퀸 메리 병원                              | 홍콩     | 중국           | 137.00 미터 (449.48 피트) | 27   | 1991년 |
| 13   | 메모리얼 슬론 케터링 암 센터              | 뉴욕시   | 미국           | 136.25 미터 (447.0 피트)  | 24   | 2019년 |
| 14   | 루리 어린이 병원                          | 시카고   | 미국           | 134.77 미터 (442.2 피트)  | 24   | 2012년 |
| 15   | 병원 시리오 리비아스                      | 상파울루 | 브라질         | 133.80 미터 (439.0 피트)  | 27   | 2015년 |
| 16   | 병원 앙헬레스 몬테레이                    | 몬테레이 | 멕시코         | 133.00 미터 (436.35 피트) | 28   | 2006년 |
| 17   | 노스 웨스턴 메모리얼 병원                 | 시카고   | 미국           | 131.40 미터 (431.1 피트)  | 27   | 2016년 |
| 18   | 메모리얼 헤르만 메모리얼 시티 메디컬 센터 | 휴스턴   | 미국           | 131.04 미터 (429.9 피트)  | 28   | 2007년 |
| 19   | 킹파드 메디컬 시티                        | 리야드   | 사우디아라비아 | 130.00 미터 (426.51 피트) | 27   | 2016년 |
| 20   | 메모리얼 슬론 케터링 암 센터              | 뉴욕시   | 미국           | 129.24 미터 (424.0 피트)  | 25   | 2006년 |
| 21   | 도쿄 의학 대학                            | 도쿄     | 일본           | 125.95 미터 (413.2 피트)  | 26   | 2009년 |
| 22   | 압 달리 메디컬 센터                       | 암만     | 요르단         | 125 미터 (410 피트)       | 36   | 2019년 |
| 23   | 노스 웨스턴 메모리얼 병원                 | 시카고   | 미국           | 122.68 미터 (402.5 피트)  | 22   | 1997년 |
| 24 = | 허레브 병원                               | 허레브   | 덴마크         | 120.00 미터 (393.70 피트) | 25   | 1976년 |
| 24 = | 육군 의과 대학                            | 충칭     | 중국           | 120.00 미터 (393.70 피트) | 25   | 2003년 |
| 24 = | 상파울루 암 연구소                        | 상파울루 | 브라질         | 120.00 미터 (393.70 피트) | 23   | 2008년 |